# Mota Montferland
Mota Montferland nizozemsko Motte Montferland je umetno ustvarjen hrib, na katerem je pred več kot tisoč leti stal t.i. Mota (grad). Nahaja se v Bergherbos blizu Zeddama.  Vsaj zadnjih 7 metrov 12 do 17 metrov visoke mote je umetno dvignjenih. Plato meri 60 krat 90 metrov. Dno mote meri 135 krat 150 metrov in je obdano s suhim jarkom in dvojnim zemeljskim zidom. Na planoti so bili najdeni ostanki 5,5 metrov debelih zidov morda nikoli dokončanega stolpa iz tufa. To je zelo verjetno bila mota nekdanjega gradu Uplade (imenovanega tudi Opladen ali Ulathe)  iz začetka 11. stoletja. 

## Zgodovina
Okoli leta tisoč je moto (tedaj imenovano Uplade ) verjetno zasedla nečakinja cesarja Otona II., grofica Adela Hamalandska. Adela in njen drugi mož Balderik iz Drenteja sta bila na slabem glasu. Moč in posesivnost para sta vodili do dolgotrajnih ozemeljskih konfliktov v Hamalandu tudi po koncu spora glede dediščine. Leta 1014 naj bi bila vpletena v umor svojega sina Ditriha. Leta 1016 sta zakonca dala umoriti grofa Wichman Vredenski iz družine Billungov, da bi se polastila njegove posesti. Njegovi sorodniki so nato leta 1016 oblegali in uničili grad Upladen. Balderiku je sprva uspelo pobegniti, vendar so ga leta 1017 za kratek čas ujeli. Naslednje leto je bil obsojen kot Wichmanov morilec in je izgubil vse nazive in zemljišča. Po uničenju gradu Upladen je Adela pobegnila v Köln, kjer je nekaj let kasneje umrla. 
Po letu 1016 so moto ponovno naselili prvi gospodje Berški. Arheologi so našli ostanke stolpa z zidovi debelimi 5,5 metra; najdebelejše obzidje srednjeveške Nizozemske. Za njeno gradnjo je bil uporabljen naravni kamen iz rimskih ruševin na tem območju. Ni pa jasno, ali je bil stolp kdaj dokončan.  
Grad je dobil ime "Montferrand", ki se je kmalu spremenilo v Montferland. Ime se morda nanaša na križarski grad Montferrand v Siriji, kjer je bil morda Konstantin Berški, križar in prvi gospod Bergha. Ime se lahko nanaša tudi na Montferrand v osrednji Franciji, ki je bil leta 1630 združen s Clermontom v Clermont-Ferrand . V Clermontu je papež Urban II leta 1095 pozval k prvi križarski vojni , v kateri je sodeloval Konstantin Berški (de Monte).

## Sedanje stavbe in gospodarska poslopja
Hotel-Restavracija Het Montferland se nahaja na vrhu mote. Ob vznožju mote je skedenj, v katerem je zdaj kolesarnica. Gorska kolesarska pot poteka ob vznožju Mote.